# Eduard-Mörike-Schule Bad Mergentheim
Die Eduard-Mörike-Schule Bad Mergentheim ist eine Gemeinschaftsschule (GMS) mit Sekundarstufe in Bad Mergentheim im Main-Tauber-Kreis in Baden-Württemberg.

## Geschichte
Die im Jahre 1973 gegründete Schule entwickelte sich von einer ehemaligen Hauptschule zu einer Werkrealschule. Die Umwandlung zur Gemeinschaftsschule wurde im Bad Mergentheimer Gemeinderat im Jahre 2015 im dritten Anlauf beschlossen und im Schuljahr 2016/17 begonnen.

## Schulleitung
| Amtszeit  | Schulleiter    |
| --------- | -------------- |
| Seit 2008 | Nicole Floeder |

## Schularten und Schulabschlüsse
In der Sekundarstufe der Gemeinschaftsschule erwerben Kinder der Klassen 5 bis 10 den Haupt- oder Realschulabschluss (mittlere Reife). Auch das Lernen auf dem gymnasialen Niveau ist ab Klasse 5 in allen Fächern möglich. Aufbauend kann an einer weiterführenden Schule in der Umgebung, beispielsweise an der gymnasiale Oberstufe eines Gymnasiums oder an einem Beruflichen Gymnasium (Wirtschaftsgymnasium, Technisches Gymnasium usw.), die allgemeine Hochschulreife (Abitur) erworben werden.

## Besonderheiten
Angebote im Bereich der individuellen Förderung und Beratung bestehen in folgenden Bereichen: Schulsozialarbeit und Berufswegplanung.
Die Schule verfügt für die Verpflegung der Ganztagesschüler über eine Cafeteria mit angeschlossenem Aufenthaltsraum.